# Rollstuhlfootball

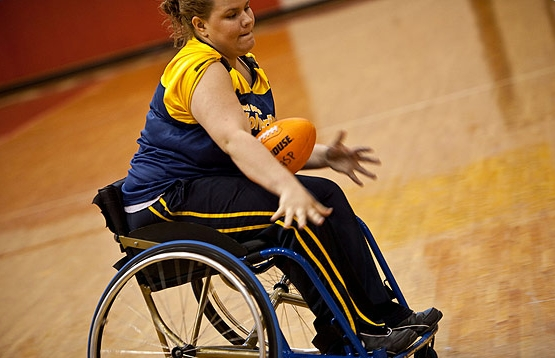
Rollstuhlfootballspielerin

Rollstuhlfootball ist eine Behindertensportart. Neben Menschen mit körperlicher Behinderung dürfen auch Nichtbehinderte mitspielen. Es wurde 1996 von der American Association of Adapted Sports Programs, Inc. erfunden.

## Regeln
Gespielt wird auf einem Basketballfeld mit einer Länge von 76 Yards und einer Breite von 25 Yards. An beiden Enden befindet sich ein 8 Yards lange Endzone und das restliche Spielfeld wird in vier Segmente von jeweils 15 Yards länge unterteilt. Als Ball wird ein normaler Football genutzt. Die Mannschaftsgröße variiert zwischen 5 und 14 Spielern, Standard ist jedoch 6. Es dürfen sowohl motorisierte als auch nichtmotorisierte Rollstühle eingesetzt werden.
Ein Spielzug endet, wenn ein Tackle gesetzt wird. Spieler mit uneingeschränkten Armfunktionen tun dies, indem sie den Spieler mit ihrer Hand berühren, Spieler mit eingeschränkten Armfunktionen tacklen durch Stuhl-Stuhl-Kontakt. Wird ein Pass auf einen Spieler mit eingeschränkter Armfunktion geworfen, so gilt er als gefangen, wenn er Kontakt mit der Hand oder dem Unterarm hatte, während Spieler mit uneingeschränkten Armfunktionen den Ball mit den Händen sicher fangen müssen.
Gespielt werden vier Viertel mit einer Länge von je 15 Minuten.

## Strukturen
Der Verband für Rollstuhlfootball ist die Universal Wheelchair Football Association.